# 750 мм

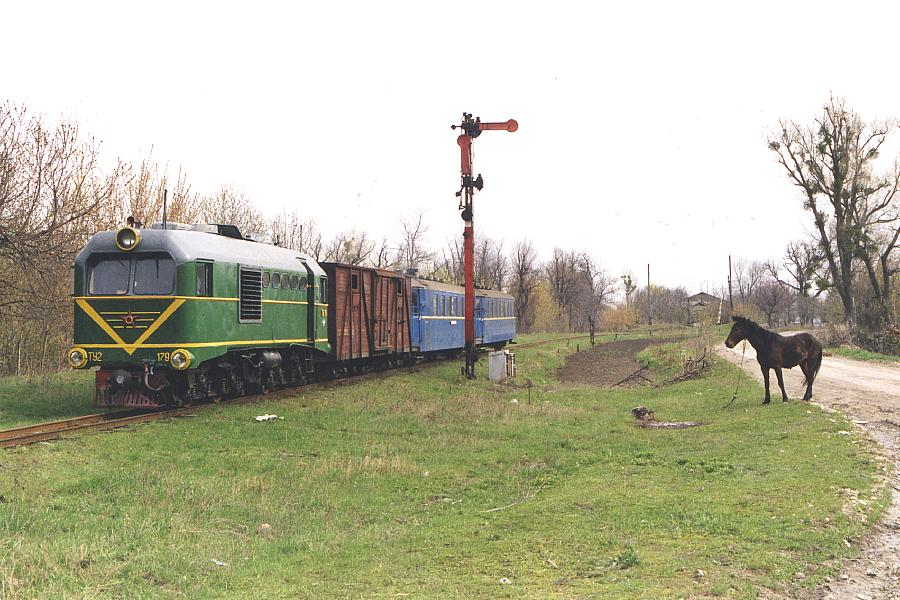
Пассажирский поезд на Гайворонской узкоколейке (одна из крупнейших железнодорожных сетей колеи 750 мм)

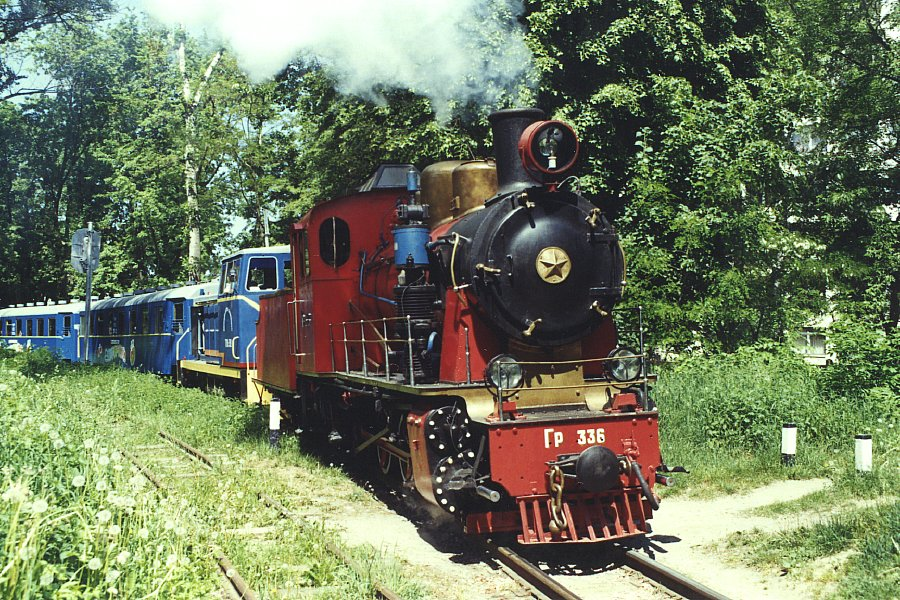
Действующий паровоз колеи 750 мм на Малой Юго-Западной железной дороге, Киев

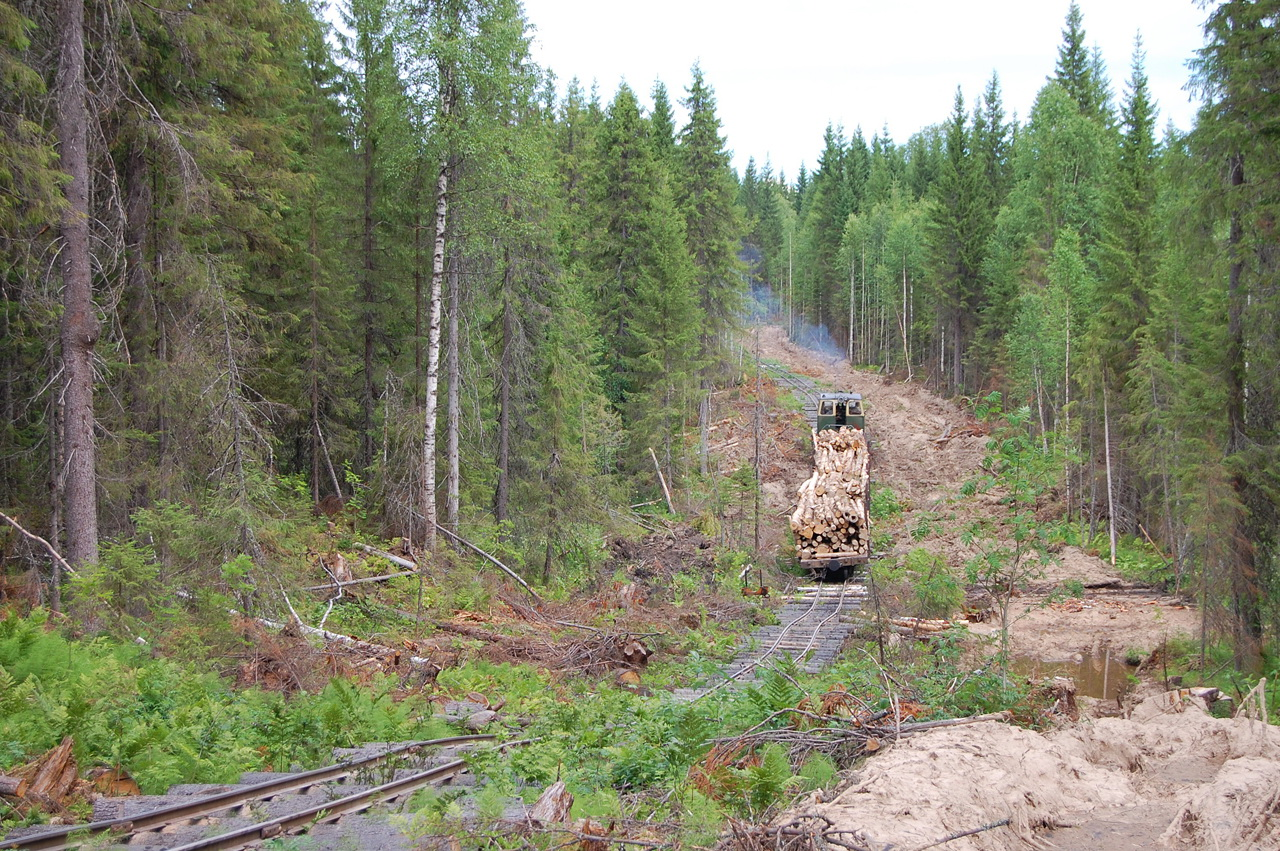
Вблизи лесосек верхнее и нижнее строение пути облегчено, железнодорожный путь зачастую имеет временный, сезонный характер. Нюбская узкоколейная железная дорога, ширина колеи 750 мм

750 мм — ширина колеи узкоколейных железных дорог.
750 мм — вторая по распространённости ширина колеи узкоколейных железных дорог в мире (после 1000 мм), если считать вместе с шириной колеи 760 и 762 мм. По данным на 2000 год, в мире имелось одиннадцать тысяч километров железных дорог с шириной колеи 750, 760 и 762 мм. На практике подвижной состав колеи 750 мм подходит для всех трёх стандартов, но подвижной состав 760 и 762 мм совместим только для этих двух типов колеи. В Советском Союзе колея 750 мм была самой распространённой после колеи 1520 мм.

## Распространение
Колея 750 мм распространена во многих странах, в частности в странах СНГ, в Греции (линия на севере Пелопоннеса), в Германии (прежде всего на территории бывшей ГДР), Швейцарии (Waldenburgerbahn), Австралии (Puffing Billy Railway), Египте, Турции и в других странах.

## Область применения и стандарты
Колея 750 мм применялась на промышленных железных дорогах; на лесовозных, торфовозных и других подобных дорогах. Также существуют железные дороги этой колеи с пассажирским движением.
Верхнее и нижнее строение путей носит облегчённый характер в сравнении с железными дорогами стандартной колеи. Применяются рельсы типов Р8, Р11, Р18, Р24.

## История
Железная дорога с шириной колеи 750 мм впервые в России была построена в Петербурге, на Охте, в 1892 году — Ириновско-Шлиссельбургская железная дорога, проходившая от Охтинского вокзала (на набережной Невы, на оси ул. Панфилова) до Ладожского озера. Осуществляла грузовые и пассажирские перевозки.
Во время блокады Ленинграда эта дорога была одним из важнейших участков «Дороги жизни», связывавшей город с остальной территорией СССР. Так как первая в России железная дорога колеи 750 мм начиналась у Невы, а заканчивалась в одном из пунктов также у Невы, но почти у её истока, то название колеи 750 мм — «Невская».
В СССР колея 750 мм была де-факто стандартом для лесовозных и торфовозных железных дорог. На некоторых узкоколейных дорогах имелось пассажирское сообщение. Также колею 750 мм использует большинство детских железных дорог.

## Фотогалерея

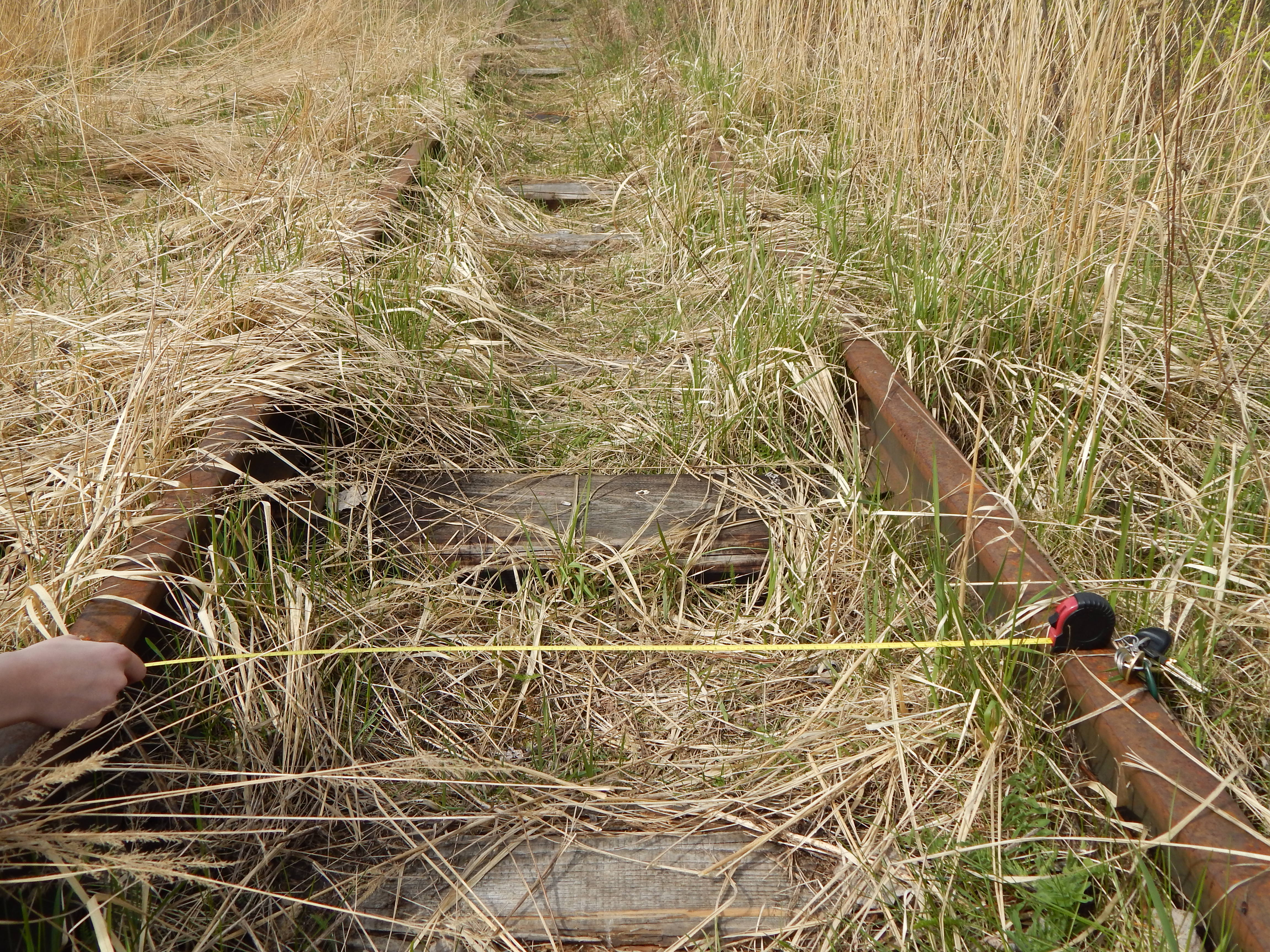
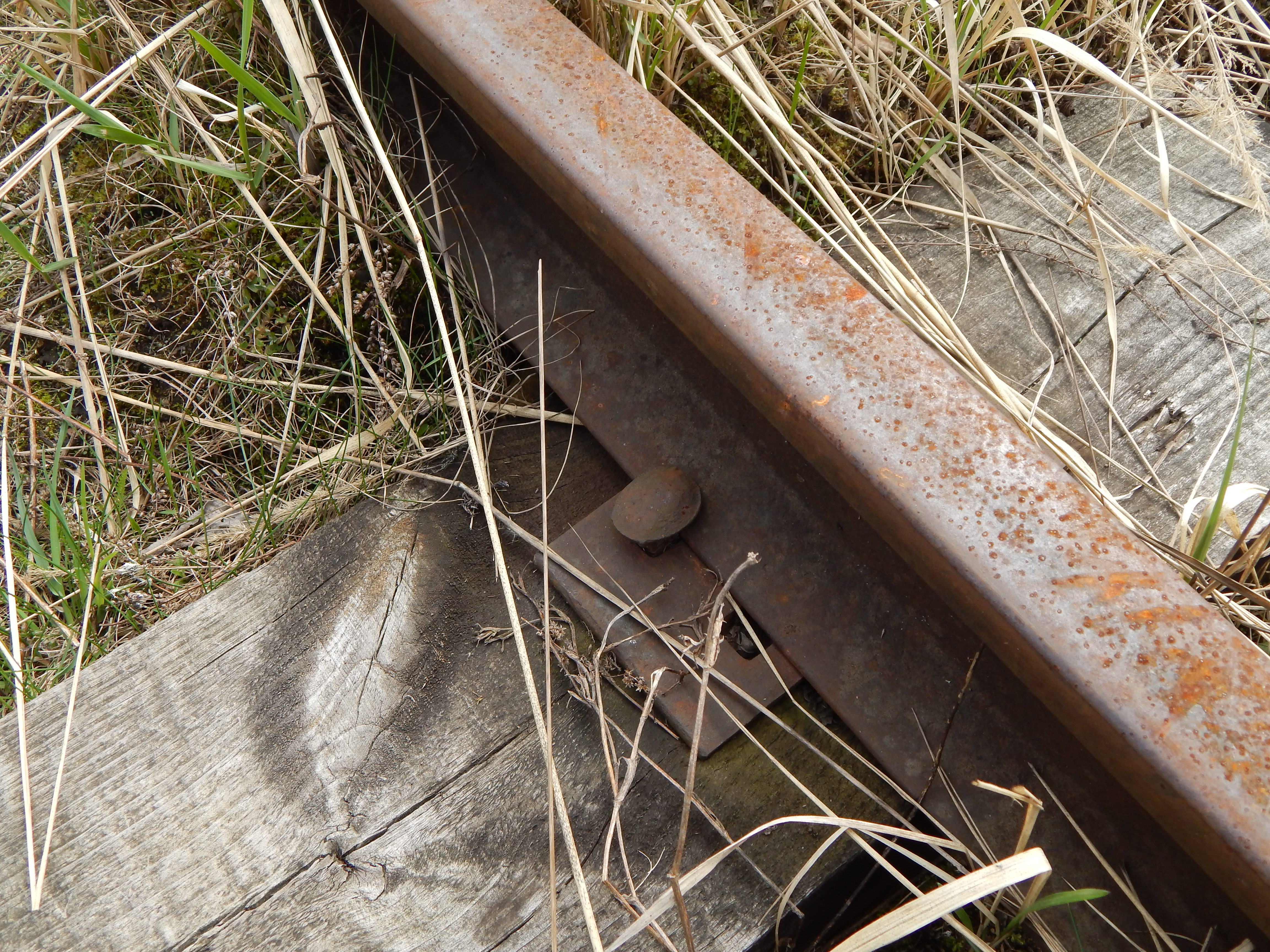
Рельс колеи 750 мм
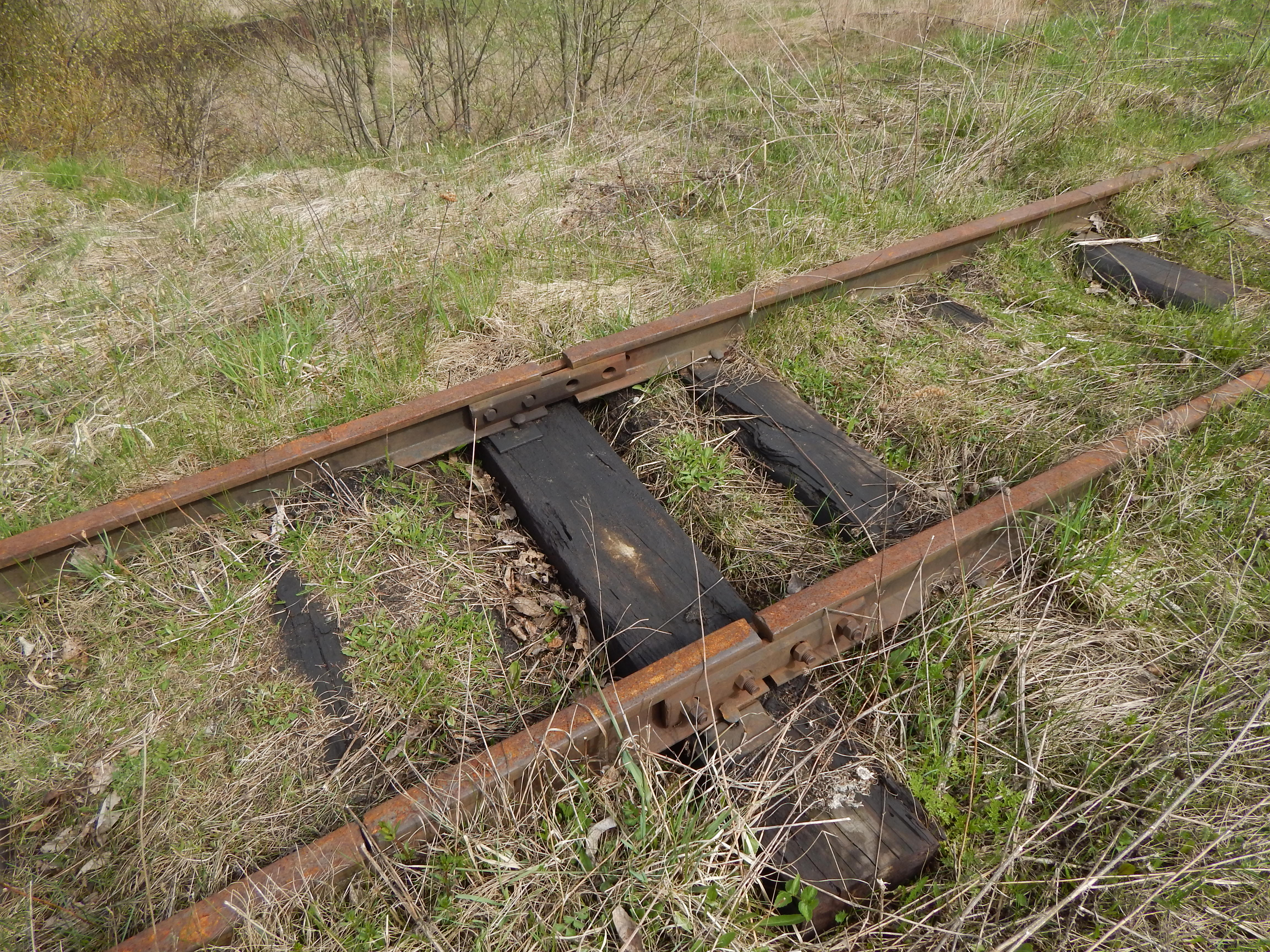